# Мессало
Мессало (порт. Ріо Messalo) це велика річка на північному сході Мозамбіку. Вона тече через провінції Ніасса та Кабо-Дельгадо, і впадає в Мозамбіцьку протоку Індійського океану в 11°40′25″ пд. ш. 40°26′25″ сх. д. / 11.67361° пд. ш. 40.44028° сх. д.. Річка затопила береги в березні 2000 року під час Мозамбіцької повені.

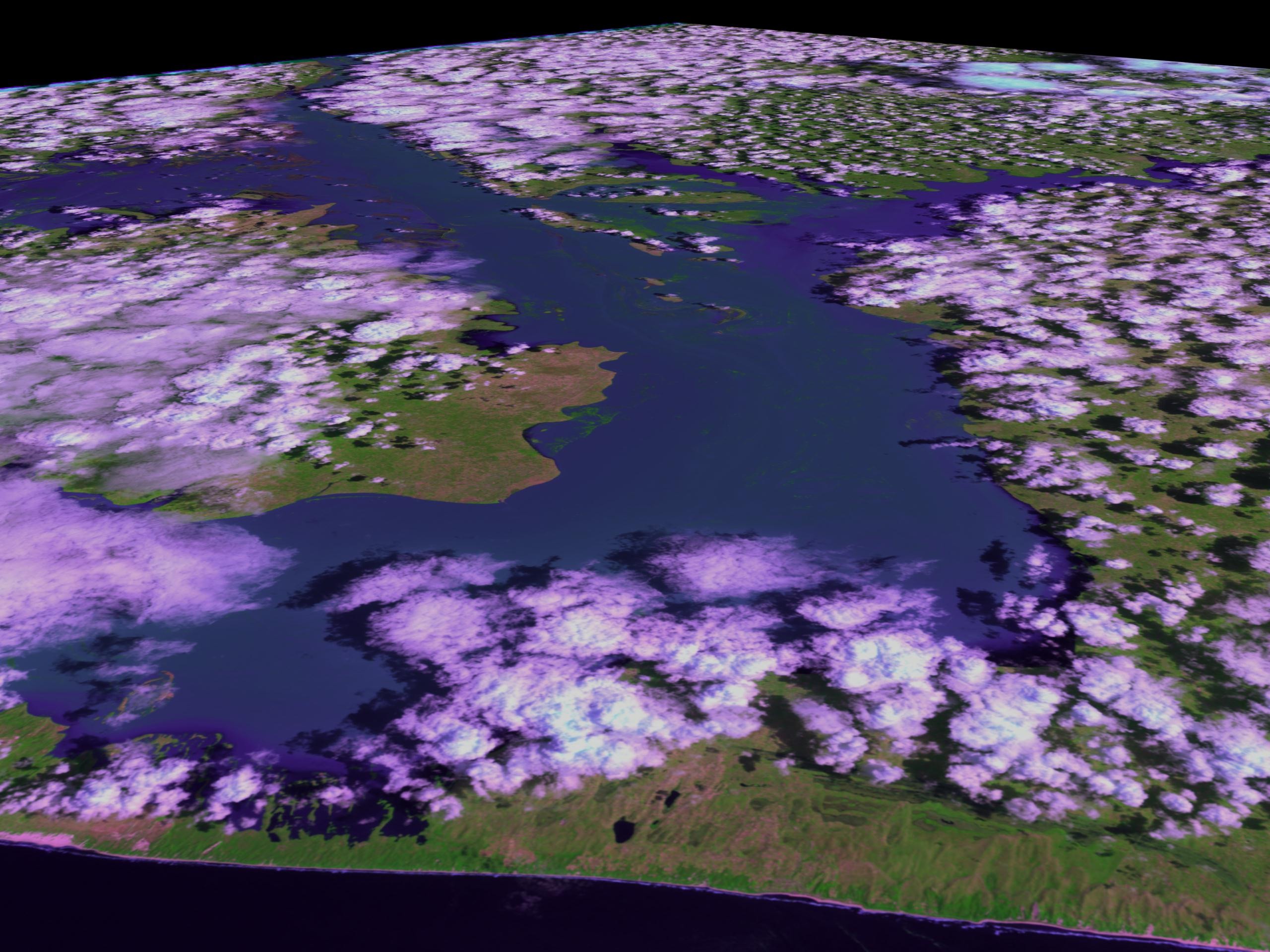
Повені в Мозамбіку 2000 року

Серед великий населених пунктів на річці Натуло та Марере (на узбережжі).
Водозбірний басейн річки становить 24000 км². Це 8-е місце серед річок 18 основних річкових басейнів Мозамбіку.
Сільське господарство, яке переважно є на примітивному рівні, практикується по берегах річок, боліт і озер поблизу селищ. Вирощують рис, маніок, пшоно, кукурудзу, батат, боби та кокоси. Уздовж річки Мессало, алювіальні луги мають родючі ґрунти, які утримують вологу під час сухого сезону. Ці землі використовують для вирощування рису та інших культур. Збирають два врожаї рису.
Регіон дикої природи Мессало, названий на честь річки, це 33000 акрів земель. Він характеризується акацієвими та пальмовими саванами, прибережними лісам, і лісами міомбо. В дельті річок Мессало та Замбезі знаходяться найбільші мангрові ліси в регіоні.